# 天床二
HD 136064，又名BD+67 876，SAO 16660、HR 5691，是一颗小熊座的恒星，视星等为5.13，位于銀經104.58，銀緯44.33，其B1900.0坐标为赤經15h 13m 29.3s，赤緯+67° 44.33′ 35″。